# Adolfo Ibáñez Gutiérrez
Adolfo Ibáñez Gutiérrez (Santiago de Chile, 28 de noviembre de 1827-ibíd., 12 de agosto de 1898) fue un abogado, juez, diplomático y ministro de Estado chileno, destacándose sus aportes para lograr un acuerdo de límites territoriales con Argentina y la mediación con Bolivia y Perú.

## Biografía
Nació en Santiago y fue hijo de Gregorio Ibáñez y Mercedes Gutiérrez de Mier. Asistió al Colegio de Santiago e ingresó a la Universidad de Chile, obteniendo el título de abogado en 1852, iniciando su servicio público al año siguiente como secretario y relator en la Corte de Apelaciones de La Serena. Tras algunos años en el cargo fue ascendido a juez de Letras en Ancud, siendo trasladado algunos años más tarde a Valparaíso como juez del Crimen y luego juez Civil.

## Carrera política

### Mediación con Perú
En 1870 inició su servicio como diplomático al intervenir en el conflicto con Perú por la liquidación de cuentas de la Escuadra que combatió contra España en 1866. Tras este impasse, Ibáñez pudo dedicarse buscar a una solución a los chilenos migrantes en Perú, quienes se encontraban en una precaria situación.

### Mediación con Bolivia
En 1871, y tras algunos problemas en su salud que le obligaron a retornar a Chile, recibió el cargo de ministro de Relaciones Exteriores y Colonización, en un período tenso de Chile con los países vecinos debido a problemas entre Perú por las deudas de la Escuadra y los problemas limítrofes de Argentina y Bolivia. Apelando a un espíritu de americanista, sirvió al país para lograr los ansiados acuerdos.
Sin embargo, en 1872, el gobierno del recién electo presidente de Bolivia, Tomás Frías Ametller, había desconocido el Tratado de 1866 y fraguó una alianza con Perú, haciendo que la posibilidad de una salida pacífica al conflicto se viera más lejana.

### Litigios limítrofes con Argentina
La disputa por la Patagonia Oriental fue otro de los asuntos de interés de Ibáñez quien como Canciller argumentó, que el límite con Argentina se debería fijar en el meridiano 70° longitud oeste, o sea al oriente de la cordillera de los Andes, hasta tocar el río Santa Cruz, y de ahí hasta el Atlántico. Para evitar un desequilibrio territorial y estratégico. Sin embargo primó en el Gobierno de Chile, la aplicación del principio de uti possidetis iuris de 1810 y reclamó la Patagonia Oriental hasta 1881. Aunque de igual manera Chile retuvo los territorios al oriente de la cordillera de los Andes en la Patagonia oriental, que efectivamente había ocupado y ambos países quedaron conformes con el Tratado de límites de 1881.
Existió un fallido asentamiento chileno en «Puerto Gallegos» a orillas del río homónimo desde el 4 de marzo de 1873. El gobernador de Magallanes, Óscar Viel y Toro, por encargo del ministro Adolfo Ibáñez Gutiérrez fue el encargado de fundar el asentamiento, este solo duraría seis semanas luego del acuerdo diplomático entre este país y la Nación Argentina.
Sobre la toma de posesión del estrecho de Magallanes dijo: 

La posesión del Estrecho de Magallanes en toda su extensión es para Chile de tanta importancia, que en ella mira vinculado, no sólo su progreso y desarrollo, sino también su propia existencia como nación independiente. Ese Estrecho es el camino que la Providencia le ha abierto para comunicarse con los continentes que baña el Océano Atlántico y para dar paso al comercio y a la industria que desde el Viejo Mundo vienen a fecundar los países situados en el occidente.
Adolfo Ibáñez Gutiérrez

Adolfo Ibáñez declaró el 7 de abril de 1873 que consideraba el límite del uti possidetis iuris en el río Diamante en la provincia de Mendoza y el río Negro en la de Buenos Aires. Esto ya que pensó que el límite del mapa de Cano y Olmedilla de 1775 desembocaba en este último río en vez de las cercanías del Mar del Plata. Para el canciller chileno, el límite del mapa constituía el del uti possidetis iuris de 1810 con la excepción de Cuyo al ser segregado en 1776.

En mi nota del 15 de marzo he probado suficientemente que el territorio que se cuestiona entre las dos Repúblicas, es el comprendido entre el Río Negro, que forma el límite Sur de la Provincia de Buenos Aires, hasta el Cabo de Hornos

Noción que repitió el 29 de octubre de 1872 y el 28 de enero de 1874, esta última decía: 

El Diamante,[...] es el límite del Sur de las Provincias de Cuyo y el Río Negro lo es de la Provincia de Buenos Aires.

### Parlamentario
En 1875 dejó su cargo de Ministro de Relaciones Exteriores, pero al año siguiente fue elegido como senador propietario de Valdivia, ocupando el cargo hasta 1881, tras lo cual fue renovado en el cargo, pero representando a la ciudad de Santiago, quedándose en el Congreso hasta 1888.

### Exilio en Argentina
En 1890, Ibáñez aceptó el cargo ofrecido por el presidente José Manuel Balmaceda como jefe de su gabinete, desempeñándose como Ministro del Interior hasta mayo de ese año.
Debido a la Guerra Civil de 1891 debió escapar a Buenos Aires, donde obtuvo un nuevo título de abogado. Tras retornar al país en 1895, estuvo participando en varias sociedades de cultura y artes hasta su muerte en 1898.